# ولسوالی سنگین
سنگین یکی از ولسوالی‌های ولایت هلمند در جنوب افغانستان است. جمعیت آن در سال ۲۰۱۲ (میلادی) ۵۸٬۱۰۰ نفر اعلام شده‌است. بیشتر باشندگان این ولسوالی پشتون‌ها می‌باشند.
ولسوالی سنگین ناامن‌ترین ولسوالی به شمار می‌رود که اکثریت جنگجویان گروه طالبان در این ولایت بسر می‌برند